# San José del Rodeo
San José del Rodeo es una localidad del estado mexicano de Guanajuato. Es parte del municipio de Guanajuato.

## Toponimia
El nombre «San José» hace referencia al santo patrono de la localidad: José de Nazaret.

## Demografía
| Gráfica de evolución demográfica |
|                                  |

| Censo | Población |
| ----- | --------- |
| 1900  | 686       |
| 1910  | 492       |
| 1921  | 150       |
| 1930  | 104       |
| 1940  | 158       |
| 1950  | 200       |
| 1960  | 188       |
| 1970  | 435       |
| 1980  | 439       |
| 1990  | 637       |
| 2000  | 877       |
| 2010  | 1 113     |
| 2020  | 1 410     |